# Heinrich Bellermann
Gottfried Heinrich Bellermann (født 10. marts 1832, død 10. april 1903) var en tysk musikteoretiker og komponist.
Bellermann tilhørte en familie af lærde og musikere; hans fader, Johann Friedrich Bellermann, var rektor ved et berlinsk gymnasium og har gjort sig fortjent ved studier over og skrifter om den græske musik, og Bellermann, der oprindelig var sanglærer ved faderens gymnasium, blev allerede 1866 professor i musik ved Berlins Universitet, i hvilken stilling han virkede til sin død. 
Bellermanns kompositioner (mest vokalværker) har ikke synderlig betydning; derimod har han indlagt sig stor fortjeneste som musikforfatter, navnlig ved sit lærde skrift: Die Mensuralnoten etc.. Et andet hovedværk af Bellermann: Der Kontrapunkt, i hvilket han væsentlig går ud fra Fux Gradus ad parnassum (1725), er derimod mere omstridt, men har dog oplevet 4 oplag. Desuden udgav Bellermann mange værdifulde mindre afhandlinger.